# Ryszard Kasyna

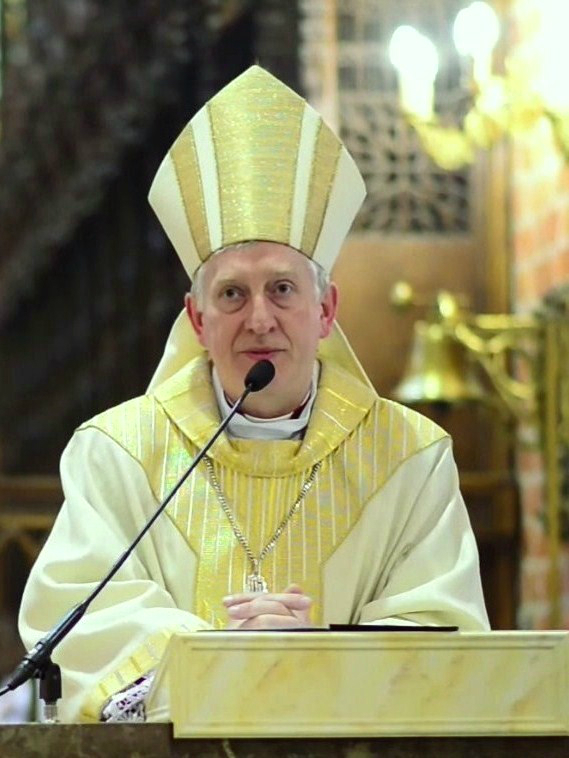
Ryszard Kasyna (2015)

Bischofswappen von Ryszard Kasyna

Ryszard Kasyna (* 28. September 1957 in Nowy Staw) ist ein polnischer Geistlicher und römisch-katholischer Bischof von Pelplin.

## Leben
Ryszard Kasyna besuchte von 1964 bis 1972 die Grundschule in Nowy Staw und danach das Henryk-Sienkiewicz-Gymnasium in Malbork, an dem er 1976 das Abitur erlangte. Anschließend studierte er Philosophie und Katholische Theologie am Priesterseminar in Danzig. Er empfing am 24. Januar 1982 in Dom zu Oliva durch den Bischof von Danzig, Lech Kaczmarek, das Sakrament der Priesterweihe für das Bistum Danzig (ab 1992 Erzbistum Danzig).
Nach der Priesterweihe war Kasyna zunächst als Pfarrvikar an der Danziger Marienkirche tätig. 1985 wurde er für weiterführende Studien nach Rom entsandt, wo er 1991 an der Päpstlichen Lateranuniversität bei José Joaquín Fernández Castaño OP mit der Arbeit Le indulgenze nella nuova legislazione canonica („Die Ablässe in der neuen kanonischen Gesetzgebung“) zum Doktor beider Rechte promoviert wurde. Daneben absolvierte er das Studio Rotale an der Römischen Rota und erwarb 1992 die Zulassung als Avvocato Rotale. Ab dem 1. Februar 1993 fungierte Kasyna als Vizeoffizial und ab dem 28. Juni 1996 schließlich als Offizial des Erzbistums Danzig. Zudem lehrte er ab 1993 Kanonisches Recht am Priesterseminar in Danzig. Daneben wirkte er zunächst als Seelsorger in der Pfarrei Heilige Jungfrau Maria und ab 1996 in der Pfarrei Herz Jesu in Gdynia. Außerdem wurde er am 1. Juli 1993 Diözesansselsorger für die Juristen und am 28. Dezember 1998 zusätzlich Domherr am Dom zu Oliva. Darüber hinaus gehörte er ab dem 19. August 1996 dem Konsultorenkollegium und ab dem 1. Februar 2001 dem Priesterrat des Erzbistums an. 2001 wirkte er in der Hauptkommission der dritten Diözesansynode des Erzbistums Danzig mit. Am 9. Juli 2001 verlieh ihm Papst Johannes Paul II. den Ehrentitel Päpstlicher Ehrenkaplan.
Papst Johannes Paul II. ernannte ihn am 24. Januar 2005 zum Titularbischof von Dices und zum Weihbischof in Danzig. Die Bischofsweihe spendete ihm der Apostolische Nuntius in Polen, Erzbischof Józef Kowalczyk, am 2. April desselben Jahres in der Danziger Marienkirche; Mitkonsekratoren waren Tadeusz Gocłowski CM, Erzbischof von Danzig, und Piotr Libera, Weihbischof in Kattowitz. Sein Wahlspruch In veritate et caritate („In Wahrheit und Liebe“) stammt aus 2 Joh 1,3 . Als Weihbischof war Kasyna zudem ab dem 1. Juni 2005 Generalvikar des Erzbistums Danzig und ab dem 8. November desselben Jahres auch Dompropst am Dom zu Oliva.
Am 27. Oktober 2012 ernannte ihn Papst Benedikt XVI. zum Bischof von Pelplin. Die Amtseinführung fand am 8. Dezember desselben Jahres statt.
In der Polnischen Bischofskonferenz fungiert Kasyna zudem als Vorsitzender des Rates für Rechtsfragen und der Expertenkommission für neue rechtliche Regelungen und Praktiken sowie als Delegierter für das Apostolat des Meeres. Außerdem gehört er der Kleruskommission und der Konkordatskommission sowie der gemeinsamen Kommission der Bischöfe und höheren Ordensoberen an. Papst Benedikt XVI. berief ihn am 25. Januar 2010 überdies zum Mitglied der Apostolischen Signatur.

## Wappen
Im Zentrum des Wappens von Ryszard Kasyna ist ein Kreuz zu sehen, das für den Glauben an das Leiden und die Auferstehung Jesu Christi steht. Den Aufstieg des Menschen zu diesem Glauben ermöglichen die beiden dargestellten Flügel, von denen der weiße für die Wahrheit und der rote für die Liebe steht. Die sieben Federn des weißen Flügels symbolisieren die sieben Gaben des Heiligen Geistes und die sieben Federn des roten Flügels die sieben Sakramente. Ferner ist der Hintergrund des Wappens in zwei Felder unterteilt: Dabei steht das blaue Feld für das ewige Leben und den Himmel, wohingegen das weiße Feld Licht symbolisiert, das von Christus kommt und die Welt erhellt.

## Schriften
- Le indulgenze nella nuova legislazione canonica. Päpstliche Lateranuniversität, Rom 1992, OCLC 69185193.